# Estadio Nacional Bangabandhu
El Estadio nacional, Dhaka, también conocido como el Estadio Daca (en bengalí: জাতীয় স্টেডিয়াম, ঢাকা), es un estadio nacional y multipropósito de la ciudad de Daca, Bangladés. Se encuentra ubicado en la zona Motijheel en el corazón de la ciudad.